# Syngamia flabellalis
Syngamia flabellalis là một loài bướm đêm trong họ Crambidae.